# Пизьма (река, впадает в Юлиярви)
Пизьма, Вийтайоки, Мелайоки, Пуштось (Руокосалми) — река в России, протекает по территории Боровского и Юшкозерского сельских поселений Калевальского района Республики Карелии. Длина реки — 65 км, площадь водосборного бассейна — 1180 км².
Река берёт начало из озера Кивиярви под названием Вийтайоки на высоте 173,3 м над уровнем моря. Затем, протекая через озеро Мелаярви, река изменяет название на Мелайоки. После озера Мельг река меняет название на Пуштось (Руокосалми). В нижнем течении, после озера Пизьмаярви, река уже принимает название Пизьма.
Течёт преимущественно в северо-восточном направлении.
Река в общей сложности имеет 67 малых притоков суммарной длиной 170 км.
Втекает на высоте 90,0 м над уровнем моря в озеро Юлиярви, через которое протекает река Кемь.
Населённые пункты на реке отсутствуют.

## Бассейн

### Притоки
- 16 км от устья: река Лахна (лв)
- 48 км от устья: река Сариоя (пр)

### Озёра
Пизьма протекает через озёра Мельг и Пизьмаярви.
Также к бассейну Пизьмы относятся озёра:
- Кяткаярви
- Ряхмеярви
- Хапо-Калаярви
- Пуштосьярви

и водотоки
- Северная Лахна
- Мус
- Кама
- Кивиоя[6][7].

Код объекта в государственном водном реестре — 02020000912102000003570.